# Life After People
 (novembre 2012).
Si vous disposez d'ouvrages ou d'articles de référence ou si vous connaissez des sites web de qualité traitant du thème abordé ici, merci de compléter l'article en donnant les références utiles à sa vérifiabilité et en les liant à la section « Notes et références ».
Life After People est une émission de télévision de docu-fiction américaine en 20 épisodes de 45 minutes diffusée entre le 21 janvier 2008 et le 16 mars 2010 sur History.
Chaque épisode met en scène des scientifiques et d'autres experts, expliquant non pas la façon dont l'humanité a disparu, mais le monde que nous avons laissé derrière nous dans un monde post-apocalyptique mais réaliste.
Cette émission est inédite dans les pays francophones.

## Présentation
Chaque épisode commence par un générique où le narrateur explique le principe de l'émission et les sujets abordés dans l'épisode qui va suivre. Puis, un écran affiche les dates, commencent par « un jour après les humains », et peut finir par « 10000 années après les humains ». Chaque épisode présente les animaux qui servaient les hommes et la flore, s’évader dans les rues et dans les immeubles et les constructions des hommes. Cette série présente beaucoup d'image de synthèse surtout pour les scènes de destruction. Vers la moitié de l'épisode, des experts montrent des villes déjà abandonnées pour montrer que le futur que présente la série pourrait être bien réel. Cette série présentent les conséquences de l'effondrement de la civilisation par l'extinction de l'homo sapiens.

## Liste des épisodes

### Première saison (2009)
1. The Bodies Left Behind
2. Outbreak
3. The Capital Threat
4. Heavy Metal
5. The Invaders
6. Bound And Buried
7. Sin City Meltdown
8. Armed & Defenseless
9. The Road To Nowhere
10. Waters Of Death

### Deuxième saison (2010)
1. Wrath Of God
2. Toxic Revenge
3. Crypt Of Civilization
4. Last Supper
5. Home Wrecked Home
6. Holiday Hell
7. Waves Of Devastation
8. Sky's The Limit
9. Depths Of Destruction
10. Take Me To Your Leader

## Similaires
Le thème de l'effondrement de la civilisation (surtout par l'extinction de l'être humain) est très populaire. Voici une liste d'autres produits traitant de ce thème.
La plupart des produits, présents dans cette liste ou non, ne parle que de la faune et de la flore futuristes, et supposent que l'homme s'éteint sans laisser de descendants.
- Homo disparitus (The World Without Us) (livre paru en 2007)
- Le futur sera sauvage (The Future Is Wild) (série documentaire diffusé en 2002 ; la série a été adaptée en parc d'attraction (aujourd'hui fermée) et en livre)
- Après l'homme, les animaux du futur (After Man: A Zoology of the Future) (livre paru en 1981 ; Le livre a été adapté en émission mais l'émission n'est diffusée qu'au Japon)
- Aftermath (série)
- Aftermath : Population Zero (documentaire)
- Demain, les animaux du futur (livre paru en 2015)
- Man after man : An anthropology of the future.